# 浚县城墙
浚县城墙，位于中国河南省鹤壁市浚县，现存卫河沿岸段城墙（长768米）及姑山南侧城墙遗迹（只余夯土）。2000年9月，浚县城墙列入第三批河南省文物保护单位；2013年，浚县古城墙及文治阁列入第七批全国重点文物保护单位。

## 历史
明洪武三年（1370年），浚县城墙始建。明清两代曾多次修缮。
抗战及国共内战期间，城墙严重受损。1949年后，城墙及城门大部分被拆除，仅余部分。